# Gymnopilus omphalina
Gymnopilus omphalina là một loài nấm thuộc họ Cortinariaceae.